# 11e étape du Tour de France 1998
Pour un article plus général, voir Tour de France 1998.
La onzième étape du Tour de France a eu lieu le 22 juillet 1998 entre Luchon et le Plateau de Beille avec 170 km de course disputés sur un parcours de haute montagne.

## Récit
Deuxième grande étape pyrénéenne de ce Tour de France, cette onzième étape comporte 4 cols à escalader (col de Menté ; col de Portet-d'Aspet ; col de la Core ; col de Port) avant une arrivée au sommet inédite au plateau de Beille.
L'étape est animée par une longue échappée du Suisse Roland Meier, repris dans les pentes du plateau de Beille. Du côté des favoris, tout se joue dans la dernière ascension. Jan Ullrich, Maillot jaune est victime d'une crevaison au plus mauvais moment : au pied de la montée finale. Il revient cependant assez facilement sur le groupe de tête mais ne peut répondre ensuite au démarrage foudroyant de Marco Pantani. Le grimpeur italien s'envole irrésistiblement et va remporter sa première victoire d'étape cette année sur le Tour, il reprend 1 min 40 s au Maillot jaune. Ullrich accuse le coup dans les derniers hectomètres, et laisse filer 7 secondes sur son dauphin Bobby Julich. L'Allemand conserve le Maillot jaune, Bobby Julich revient à 1 min 11 s tandis que Marco Pantani remonte à la 4e place, à 3 min 01 s.

## Classement de l'étape
| \| Classement de l'étape \| Classement de l'étape \| Classement de l'étape \| Classement de l'étape \| Classement de l'étape \| \| Coureur \| Coureur \| Pays \| Équipe \| Temps \| \| --------------------- \| --------------------- \| --------------------- \| ------------------------------- \| --------------------- \| \| 1er \| Marco Pantani \| Italie \| Mercatone Uno-Bianchi \| 5 h 15 min 27 s \| \| 2e \| Roland Meier \| Suisse \| Cofidis-Le Crédit par Téléphone \| + 1 min 26 s \| \| 3e \| Bobby Julich \| États-Unis \| Cofidis-Le Crédit par Téléphone \| + 1 min 33 s \| \| 4e \| Michael Boogerd \| Pays-Bas \| Rabobank \| + 1 min 33 s \| \| 5e \| Leonardo Piepoli \| Italie \| Saeco-Cannondale \| + 1 min 33 s \| \| 6e \| Fernando Escartín \| Espagne \| Kelme-Costa Blanca \| + 1 min 33 s \| \| 7e \| Christophe Rinero \| France \| Cofidis-Le Crédit par Téléphone \| + 1 min 33 s \| \| 8e \| Jan Ullrich \| Allemagne \| Deutsche Telekom \| + 1 min 40 s \| \| 9e \| Kevin Livingston \| États-Unis \| Cofidis-Le Crédit par Téléphone \| + 2 min 01 s \| \| 10e \| Ángel Casero \| Espagne \| Vitalicio Seguros \| + 2 min 03 s \| |                   |            |                                 |                 |
| |                   |            |                                 |                 |
| |                   |            |                                 |                 |
| Classement de l'étape |                   |            |                                 |                 |
| Coureur | Coureur           | Pays       | Équipe                          | Temps           |
| 1er | Marco Pantani     | Italie     | Mercatone Uno-Bianchi           | 5 h 15 min 27 s |
| 2e | Roland Meier      | Suisse     | Cofidis-Le Crédit par Téléphone | + 1 min 26 s    |
| 3e | Bobby Julich      | États-Unis | Cofidis-Le Crédit par Téléphone | + 1 min 33 s    |
| 4e | Michael Boogerd   | Pays-Bas   | Rabobank                        | + 1 min 33 s    |
| 5e | Leonardo Piepoli  | Italie     | Saeco-Cannondale                | + 1 min 33 s    |
| 6e | Fernando Escartín | Espagne    | Kelme-Costa Blanca              | + 1 min 33 s    |
| 7e | Christophe Rinero | France     | Cofidis-Le Crédit par Téléphone | + 1 min 33 s    |
| 8e | Jan Ullrich       | Allemagne  | Deutsche Telekom                | + 1 min 40 s    |
| 9e | Kevin Livingston  | États-Unis | Cofidis-Le Crédit par Téléphone | + 2 min 01 s    |
| 10e | Ángel Casero      | Espagne    | Vitalicio Seguros               | + 2 min 03 s    |

## Classement général
Après cette deuxième étape de montagne, les deux grands perdants du jour sont les deux membres de l'équipe La Française des jeux, le Russe Evgueni Berzin et le Français Stéphane Heulot qui perdent chacun plus de quatre minutes sur le leader, perdent onze places et sortent donc du top 10 du classement général. Ce dernier est toujours dominé par l'Allemand Jan Ullrich (Deutsche Telekom) qui, malgré une perte de quelques secondes sur l'Américain Bobby Julich (Cofidis-Le Crédit par Téléphone), conserve le maillot jaune de leader avec plus d'une minute d'avance sur son dauphin.
A la faveur de sa victiore d'étape, l'Italien Marco Pantani (Mercatone Uno-Bianchi) remonte à la quatrième place du classement général, dans le même temps que le champion de France Laurent Jalabert (ONCE), à trois minutes et une seconde.
| \| Classement général \| Classement général \| Classement général \| Classement général \| Classement général \| \| Coureur \| Coureur \| Pays \| Équipe \| Temps \| \| ------------------ \| ------------------ \| ------------------ \| ------------------------------- \| ------------------ \| \| 1er \| Jan Ullrich \| Allemagne \| Deutsche Telekom \| 52 h 42 min 25 s \| \| 2e \| Bobby Julich \| États-Unis \| Cofidis-Le Crédit par Téléphone \| + 1 min 11 s \| \| 3e \| Laurent Jalabert \| France \| ONCE \| + 3 min 01 s \| \| 4e \| Marco Pantani \| Italie \| Mercatone Uno-Bianchi \| + 3 min 01 s \| \| 5e \| Michael Boogerd \| Pays-Bas \| Rabobank \| + 3 min 29 s \| \| 6e \| Luc Leblanc \| France \| Polti \| + 4 min 16 s \| \| 7e \| Bo Hamburger \| Danemark \| Casino \| + 4 min 44 s \| \| 8e \| Fernando Escartín \| Espagne \| Kelme-Costa Blanca \| + 5 min 16 s \| \| 9e \| Roland Meier \| Suisse \| Cofidis-Le Crédit par Téléphone \| + 5 min 18 s \| \| 10e \| Ángel Casero \| Espagne \| Vitalicio Seguros \| + 5 min 53 s \| |                   |            |                                 |                  |
| |                   |            |                                 |                  |
| |                   |            |                                 |                  |
| Classement général |                   |            |                                 |                  |
| Coureur | Coureur           | Pays       | Équipe                          | Temps            |
| 1er | Jan Ullrich       | Allemagne  | Deutsche Telekom                | 52 h 42 min 25 s |
| 2e | Bobby Julich      | États-Unis | Cofidis-Le Crédit par Téléphone | + 1 min 11 s     |
| 3e | Laurent Jalabert  | France     | ONCE                            | + 3 min 01 s     |
| 4e | Marco Pantani     | Italie     | Mercatone Uno-Bianchi           | + 3 min 01 s     |
| 5e | Michael Boogerd   | Pays-Bas   | Rabobank                        | + 3 min 29 s     |
| 6e | Luc Leblanc       | France     | Polti                           | + 4 min 16 s     |
| 7e | Bo Hamburger      | Danemark   | Casino                          | + 4 min 44 s     |
| 8e | Fernando Escartín | Espagne    | Kelme-Costa Blanca              | + 5 min 16 s     |
| 9e | Roland Meier      | Suisse     | Cofidis-Le Crédit par Téléphone | + 5 min 18 s     |
| 10e | Ángel Casero      | Espagne    | Vitalicio Seguros               | + 5 min 53 s     |

## Classements annexes
| Classement par points | Classement par points | Classement par points | Classement par points          | Classement par points |
| Coureur               | Coureur               | Pays                  | Équipe                         | Points                |
| --------------------- | --------------------- | --------------------- | ------------------------------ | --------------------- |
| 1er                   | Erik Zabel            | Allemagne             | Deutsche Telekom               | 207 pts               |
| 2e                    | Ján Svorada           | Tchéquie              | Mapei-Bricobi                  | 157 pts               |
| 3e                    | Robbie McEwen         | Australie             | Rabobank                       | 134 pts               |
| 4e                    | Tom Steels            | Belgique              | Mapei-Bricobi                  | 126 pts               |
| 5e                    | Nicola Minali         | Italie                | Riso Scotti-MG Boys Maglificio | 106 pts               |

| Classement par points | Classement par points | Classement par points | Classement par points          | Classement par points |
| Coureur               | Coureur               | Pays                  | Équipe                         | Points                |
| --------------------- | --------------------- | --------------------- | ------------------------------ | --------------------- |
| 1er                   | Erik Zabel            | Allemagne             | Deutsche Telekom               | 207 pts               |
| 2e                    | Ján Svorada           | Tchéquie              | Mapei-Bricobi                  | 157 pts               |
| 3e                    | Robbie McEwen         | Australie             | Rabobank                       | 134 pts               |
| 4e                    | Tom Steels            | Belgique              | Mapei-Bricobi                  | 126 pts               |
| 5e                    | Nicola Minali         | Italie                | Riso Scotti-MG Boys Maglificio | 106 pts               |

| Classement de la montagne | Classement de la montagne | Classement de la montagne | Classement de la montagne       | Classement de la montagne |
| Coureur                   | Coureur                   | Pays                      | Équipe                          | Points                    |
| ------------------------- | ------------------------- | ------------------------- | ------------------------------- | ------------------------- |
| 1er                       | Rodolfo Massi             | Italie                    | Casino                          | 180 pts                   |
| 2e                        | Alberto Elli              | Italie                    | Casino                          | 157 pts                   |
| 3e                        | Cédric Vasseur            | France                    | Gan                             | 126 pts                   |
| 4e                        | Christophe Rinero         | France                    | Cofidis-Le Crédit par Téléphone | 96 pts                    |
| 5e                        | Roland Meier              | Suisse                    | Cofidis-Le Crédit par Téléphone | 75 pts                    |

| Classement de la montagne | Classement de la montagne | Classement de la montagne | Classement de la montagne       | Classement de la montagne |
| Coureur                   | Coureur                   | Pays                      | Équipe                          | Points                    |
| ------------------------- | ------------------------- | ------------------------- | ------------------------------- | ------------------------- |
| 1er                       | Rodolfo Massi             | Italie                    | Casino                          | 180 pts                   |
| 2e                        | Alberto Elli              | Italie                    | Casino                          | 157 pts                   |
| 3e                        | Cédric Vasseur            | France                    | Gan                             | 126 pts                   |
| 4e                        | Christophe Rinero         | France                    | Cofidis-Le Crédit par Téléphone | 96 pts                    |
| 5e                        | Roland Meier              | Suisse                    | Cofidis-Le Crédit par Téléphone | 75 pts                    |

| Classement du meilleur jeune | Classement du meilleur jeune | Classement du meilleur jeune | Classement du meilleur jeune    | Classement du meilleur jeune |
| Coureur                      | Coureur                      | Pays                         | Équipe                          | Temps                        |
| ---------------------------- | ---------------------------- | ---------------------------- | ------------------------------- | ---------------------------- |
| 1er                          | Jan Ullrich                  | Allemagne                    | Deutsche Telekom                | 52 h 42 min 25 s             |
| 2e                           | Kevin Livingston             | États-Unis                   | Cofidis-Le Crédit par Téléphone | + 5 min 59 s                 |
| 3e                           | Christophe Rinero            | France                       | Cofidis-Le Crédit par Téléphone | + 6 min 16 s                 |
| 4e                           | Giuseppe Di Grande           | Italie                       | Mapei-Bricobi                   | + 7 min 12 s                 |
| 5e                           | Jörg Jaksche                 | Allemagne                    | Polti                           | + 10 min 50 s                |

| Classement du meilleur jeune | Classement du meilleur jeune | Classement du meilleur jeune | Classement du meilleur jeune    | Classement du meilleur jeune |
| Coureur                      | Coureur                      | Pays                         | Équipe                          | Temps                        |
| ---------------------------- | ---------------------------- | ---------------------------- | ------------------------------- | ---------------------------- |
| 1er                          | Jan Ullrich                  | Allemagne                    | Deutsche Telekom                | 52 h 42 min 25 s             |
| 2e                           | Kevin Livingston             | États-Unis                   | Cofidis-Le Crédit par Téléphone | + 5 min 59 s                 |
| 3e                           | Christophe Rinero            | France                       | Cofidis-Le Crédit par Téléphone | + 6 min 16 s                 |
| 4e                           | Giuseppe Di Grande           | Italie                       | Mapei-Bricobi                   | + 7 min 12 s                 |
| 5e                           | Jörg Jaksche                 | Allemagne                    | Polti                           | + 10 min 50 s                |

| Classement par équipes | Classement par équipes          | Classement par équipes | Classement par équipes |
| Équipe                 | Équipe                          | Pays                   | Temps                  |
| ---------------------- | ------------------------------- | ---------------------- | ---------------------- |
| 1re                    | Cofidis-Le Crédit par Téléphone | France                 |                        |
| 2e                     | Casino                          | France                 | + 18 min 39 s          |
| 3e                     | Banesto                         | Espagne                | + 22 min 45 s          |
| 4e                     | Polti                           | Italie                 | + 23 min 05 s          |
| 5e                     | Deutsche Telekom                | Allemagne              | + 24 min 22 s          |

| Classement par équipes | Classement par équipes          | Classement par équipes | Classement par équipes |
| Équipe                 | Équipe                          | Pays                   | Temps                  |
| ---------------------- | ------------------------------- | ---------------------- | ---------------------- |
| 1re                    | Cofidis-Le Crédit par Téléphone | France                 |                        |
| 2e                     | Casino                          | France                 | + 18 min 39 s          |
| 3e                     | Banesto                         | Espagne                | + 22 min 45 s          |
| 4e                     | Polti                           | Italie                 | + 23 min 05 s          |
| 5e                     | Deutsche Telekom                | Allemagne              | + 24 min 22 s          |

## Abandons
Vladislav Bobrik (abandon)
Abraham Olano (abandon)
Lars Michaelsen (hors-délais)